# Y388 Tulugaq
Y388 Tulugaq (på grønlandsk: Tulugaq [Duluak] (Ravn)) blev bygget i 1979 på Svendborg Værft. Tulugaq var en inspektionskutter på 330 tons af Agdlek-klassen og blev specielt bygget til brug for Søværnets bevogtningsopgaver ved Grønland. Skroget er helsvejset og med isforstærkning, 31,45 m lang, 7,70 m bred, dybdegang på 3,30 m., en besætning på 15 mand og en aktionsradius på 3.525 sømil ved 10,86 knob. Den var armeret med 2 stk. 20 mm maskinkanoner, men fra 2004 blev bestykningen ændret til 2 stk 12,7 mm tunge maskingeværer.
Den 1. september 1984 blev Tulugaq adopteret af den grønlandske by Nanortalik og kutteren er bl.a. kendt for bevogtningsopgaver ved Hans Ø.
Tulugaq strøg kommando den 1. december 2017, blev afleveret af flåden gl Forsvarsministeriets Materiel- og Indkøbsstyrelse den 21. december 2017 og solgt på internetauktion og efter betaling udleveret til køber den 22. december 2017. Kutteren er solgt uden den karakteristiske mast, der bevares til museumsformål. Kutteren er således ikke længere ejet af forsvaret.